# Афера с диамантената огърлица
Аферата с диамантената огърлица е мистериозна измама във Франция от 1785 г., довела до кражбата на изключително скъпа диамантена огърлица, изработена от кралските бижутери. Аферата дава начало на огромен скандал, тъй като разкритията по време на разследването замесват в измамата и френската кралица Мария-Антоанета, което срива репутацията ѝ сред френското общество. За противниците на френската монархия аферата се оказва поредно доказателство за разточителството на френския кралски двор, и по-специално на кралицата, във времена, в които Франция е обзета остра финансова криза. Аферата с диамантената огърлица допринася за острото разочарование на французите от монархията, което по-късно ескалира до т.нар. Френска революция.

## Предистория
През 1772 г. френският крал Луи XV решава да направи специален подарък на любовницата си мадам Дю Бари. Кралят поръчва на парижките бижутери Бьомер и Басанж да изработят диамантена огърлица, която би надминала по великолепие всяка друга огърлица, произведена във Франция дотогава. На Бьомер и Басанж им отнема няколко месеца и огромни средства, докато набавят уникалните диаманти, необходими за изработката на огърлицата. В крайна сметка бижутерите се справят превъзходно със задачата си, създавайки истински шедьовър на ювелирното изкуство, чиято стойност възлиза на огромната за времето си сума от 2 000 000 френски ливри. Освен с огромното количество диаманти – 647 брилянтна (над 2800 карата) – огърлицата впечатлявала и със сложната си изработка и дизайн, включващ фестони, висулки и пискюли.
Междувременно обаче крал Луи XV умира преди огърлицата да бъде завършена и така тя остава неплатена. Бижутерите обаче се надявали, че ще успеят да продадат огърлицата на новия крал Луи XVI, тъй като тя би била идеалният подарък за новата кралица на Франция – Мария-Антоанета. Така през 1778 г. Шарл Бьомер и Пол Басанж предлагат на Луи XVI да закупи скъпото огърлие и да изненада с него съпругата си. Научавайки обаче за огромната цена на бижуто, Мария-Антоанета отказва скъпия подарък, изтъквайки като довод, че би било по-добре 2 милиона ливри, които кралят щял да плати за огърлицата, да бъдат похарчени за флота. Слуховете обаче изтъкват, че Мария-Антоанета отказвала да носи каквото и да е бижу, изработено за друга жена, още повече, ако тази жена е куртизанката мадам Дю Бари, която кралицата силно ненавиждала.
След няколко неуспешни опита да продадат огърлицата, малко след като Мария-Антоанета родила Дофина на Франция, те отново ѝ предложили да закупи огърлицата, но и този път тя отказала.

## Аферата
Няколко месеца след раждането на втория ѝ син – Луи Шарл, кралицата получава писмо от бижутерите Бьомер и Бесанж относно известната огърлица, в което те се оплаквали, че огърлицата, която уж била поръчана от нея чрез посредничеството на кардинал Дьо Роан, все още не била изплатена. Мария-Антоанета е шокирана от новината, тъй като няколко пъти категорично отказвала да закупи бижуто и освен това тя никога не би прибягвала до посредническите услуги на кардинал Дьо Роан, тъй като отношението ѝ към него можело да бъде определено като истинско презрение. Като бивш посланик във Виена кардиналът често разпространявал клюки за Мария-Антоанета, поради което след завръщането му в Париж през 1777 г. кралицата започва да изразява публично пренебрежението си към него.
Става ясно, че лековерният кардинал Дьо Роан, обзет от желанието да си върне благоразположението на кралицата, бил подведен от една престъпна група, начело с графиня Жана дьо Ламот-Валоа, която измислила хитър план, за да се сдобие със скъпото бижу. Самата Жана била низвергната от кръга на кралицата и станала любовница на кардинал Дьо Роан през 1784 г. Мадам Дьо Ламот успява да убеди кардинала, че е близка приятелка на кралицата, която в замяна на няколко услуги от Дьо Роан щяла да си върне доверието към него. Последвала дълга кореспонденция между Дьо Роан и Мария-Антоанета, като писмата, които кардиналът получавал, били представяни за написани лично от кралицата. Тонът на всяко следващо писмо ставал все по-интимен и Дьо Роан започнал да вярва, че Мария-Антоанета е влюбена в него. Дьо Ламот дори уредила на кардинала среща с кралицата в градините на Версай. На уреченото място вместо Мария-Антоанета се явява куртизанката Никол д’Олива, която се представила за самата кралица, а лековерният и превъзбуден кардинал дори не могъл да прозре измамата. Срещата била кратка, тъй като Д’Олива, обезпокоена, че ще бъде разкрита, побързала да избяга под предлог, че някой може да ги види.
Окуражена от лековерието на кардинала, Дьо Ламот започнала да взима от него големи суми пари, които уж били нужни на кралицата за благотворителна дейност. Благодарение на това Дьо Ламот си проправя кратък път към висшето общество на Париж. Навсякъде тя се хвалила с близките си отношения с кралицата, така че много хора повярвали, че тези отношения са истински. На това се хванали Бьомер и Басанж, които решили да се възползват от услугите на Дьо Ламот, за да продадат колието на кралицата. Дьо Ламот първоначално си дала вид, че не желае да получи комисионна за услугата, но по-късно си променила мнението. На 21 януари 1785 Жана дьо Ламот уведомила кардинал Дьо Роан, че кралицата желае да сдобие с огърлицата чрез кардинала. Мария-Антоанета се обръщала към него, тъй като искала покупката да остане в тайна поради високата цена на бижуто – 2 милиона ливри. В замяна на тази услуга кралицата щяла да се отплати щедро на Дьо Роан. От него се искало само да плати парите за огърлицата, които кралицата щяла да му върне от личните си средства.
Зарадван от проявеното към него доверие, кардиналът започнал преговори с бижутерите за закупуване на огърлицата и изплащането на вноски на двата милиона ливри за нея. Кардиналът потвърдил, че е упълномощен да действа от името на кралицата, като представил на Бьомер и Басанж условията за сделката, написани собственоръчно от Мария-Антоанета. Кардиналът получил огърлицата, след като внася част от исканата за нея сума като предплата. След това Дьо Роан предал бижуто на един „слуга“ на кралицата, който трябвало да ѝ го предаде. Този слуга обаче се оказва съпругът на Дьо Ламот. Господин Дьо Ламот отделил диамантите от верижката и ги продал на известните лондонски бижутери Грей и Джефрис, които на свой ред препродали камъните. .
Естествено Бьомер и Басанж така и не получили цялата сума за огърлицата, а парите на Дьо Роан никога не били върнати. На жалбите на бижутерите Мария-Антоанета отговаря, че никога не е поръчвала огърлицата. Кралицата била уведомена от бижутерите за начина, по който било осъществено закупуването на бижуто, след което последвала истинска сензация. На 15 август 1785 г. Дьо Роан официално е изправен пред краля, за да обясни своите действия в присъствието на кралицата, на министъра на двора и на пазителя на печатите. Роан прочел пред присъстващите едно писмо, подписано от „Мария-Антоанета Френска“, на което кралят отвърнал, че един принц като Дьо Руан е допуснал да бъде измамен като глупак, тъй като монарсите не се подписвали с прозвищата си. Това, заедно с разкритията на една от придворните дами на Мария-Антоанета, мадам Дьо Кампан, че кардиналът е използвал фалшиви подписи, за да закупи огърлицата, довело да незабавното арестуване на организаторите на измамата и на кардинал Дьо Роан, който бил затворен в Бастилията, където той унищожил цялата си кореспонденция, манипулирана от измамниците.

## Скандалът
Случаят е отнесен до Парижкия парламент – необмислен акт, който направил публично достояние клеветите на обвиняемите. Така например, в показанията си Дьо Ламот твърди, че кралицата имала сексуална връзка с кардинала, а инцидентът в градините на Версай е представен като любовна среща, която трябвало да убеди кардинала да закупи бижуто. Ситуацията се влошава още повече, след като парламентът поискал да заседава заедно с краля, призовавайки го да използва правото си на „lit de justice“ (буквално:Ложе на правосъдието т.е. да председателства събранията на парламента, за да ограничава решенията му). 
За да си отмъсти на краля за постоянното несъобразяване с решенията на парламента и за да накаже съпругата му за предполагаемия ѝ развратен живот, на 31 май 1786 събранието оправдава кардинал Дьо Роан като невинна жертва на измама, въпреки че той е лишен от всичките си титли и е изгонен от двора. Семейство Дьо Ламот са осъдени съответно на доживотен затвор за мадам Дьо Ламот и доживотно гребане в галерите за господин Дьо Ламот, въпреки че присъдата за господин Дьо Ламот е произнесена задочно, тъй като той още се намирал в Лондон. Двамата трябвало да бъдат и жигосани като крадци и измамници. Докато мъжът ѝ успява да избегне наказанието си, Жана дьо Ламот е изпратена в затвор за проститутки, откъдето успява да избяга на следващата година, преоблечена като момче. Тя успява да се добере до Лондон, където публикува скандалните си мемоари за кралицата. Другите участници в аферата получават по-леки присъди: публично порицание и конфискация на имуществото им.
По-голямата част от вината обаче общественото мнение стоварва върху гърба на кралицата. Въпреки категоричните доказателства по случая, сред обществото се установява мнението, че Мария-Антоанета е използвала мадам Дьо Ламот като инструмент за съблазняването и заблуждаването на Дьо Роан, който според повечето французи е лековерен глупак. Въпреки че Мария-Антоанета не е замесена в поръчката на огърлицата, всички скандали, в които е било забърквано името ѝ през годините, карат широката общественост да мисли, че и този път кралицата лъже. Тази афера окончателно убеждава французите в развратеността и разсипничеството на кралицата им. След тази афера репутацията на Мария-Антоанета никога не се възстановява. Аферата с диамантената огърлица изиграва важна роля за дискредитирането на бурбонската монархия в очите на французите години преди Френската революция.